# Казенин, Владислав Игоревич
Владислав Игоревич Казенин (21 мая 1937, Киров — 17 февраля 2014, Москва) — советский и российский композитор и музыкант.
Председатель Союза композиторов России (с 1990 года), заместитель министра культуры СССР (1987—1990), член комиссии при президенте РФ по Государственным премиям РФ в области литературы и искусства, член Коллегии Министерства культуры РФ и Совета при президенте РФ по культуре и искусству (1996—2001).
Народный артист Российской Федерации (1996), лауреат Государственной премии России (2003), Почётный гражданин города Кирова (2009).

## Биография
Родился 21 мая 1937 года в Кирове в семье музыканта Игоря Викентьевича Казенина. Отец работал руководителем Кировской детской музыкальной школы и Кировского музыкального училища, он давал сыну первые уроки игры на фортепиано. Мать, Валентина Николаевна, работала на железной дороге инженером службы пути. В годы Великой Отечественной войны в доме Казениных часто устраивались творческие вечера с участием деятелей культуры и искусства, эвакуированных в Киров. В их числе Э. Гилельс, Л. Оборин, Д. Ойстрах, Л. Утёсов, К. Шульженко. Общение с известными людьми во многом предопределило судьбу Владислава. Он поступает в детскую музыкальную школу и в 1943 году впервые выступает перед публикой, исполнив фортепианный концерт ре мажор Й. Гайдна в сопровождении симфонического оркестра. В 1947 году Игоря Казенина переводят на должность директора Свердловского театра музыкальной комедии и семья переезжает в Свердловск.
Здесь Владислав поступает в музыкальную школу при Уральской государственной консерватории имени М. П. Мусоргского, где занимается в фортепианном классе Б. С. Маранц, а также посещает кружок по композиции. После окончания школы в 1955 году он поступает в консерваторию, где продолжает заниматься по классу композиции и по классу фортепиано. На старших курсах студенты организовывают молодёжную секцию Уральского отделению Союза композиторов РСФСР, председателем которой избирается Казенин. Окончив консерваторию, остаётся преподавать в ней теоретические предметы, одновременно работая в Свердловском музыкальном училище имени П. И. Чайковского. В 1966 году его избирают ответственным секретарём Уральского отделения Союза композиторов РСФСР.
В 1968 году переезжает в Москву, где работает главным редактором Всесоюзного бюро пропаганды советской музыки Союза композиторов СССР. В 1971 году он избирается ответственным секретарём Московской композиторской организации, в 1973 — секретарём Правления СК РСФСР, в 1979 — заместителем председателя СК РСФСР и членом Правления СК СССР. С 1975 по 1978 год вёл телепередачи «Вечера советской музыки» и «Новости музыкальной жизни» на 1-м и 2-м каналах Всесоюзного телевидения. С 1986 года работает в правлении Советского фонда культуры, в 1987 году назначен заместителем Министра культуры СССР, где проработал до 1990 года.
С 1990 года возглавлял Союз композиторов России, работал в ряде правительственных комитетов.
В 1992—1997 годах был членом коллегии Министерства культуры и туризма Российской Федерации.
Жил и работал в Москве. Увлекался живописью, имел большую коллекцию картин российских художников и дымковской игрушки. Регулярно посещал Киров, в 2009 году участвовал в Первом Межрегиональном конкурсе — фестивале фортепианного исполнительского искусства для детей и юношества им. И. В. Казенина. За большой вклад в культурное развитие Кирова ему было присвоено звание Почётного гражданина города.
Скончался 17 февраля 2014 года в Москве, на 77-м году жизни. Прощание состоялось в Московском доме композиторов. Урна с прахом захоронена на Ваганьковском кладбище (12 уч.).

## Награды и звания
- Почётный знак «За культурное шефство над Вооружёнными Силами СССР» (1975)
- Медаль «За трудовое отличие» (1976)
- Заслуженный деятель искусств РСФСР (26 мая 1980)
- Орден Трудового Красного Знамени (1986)
- Медаль имени А. В. Александрова (1988)
- Народный артист Российской Федерации (30 августа 1996) — за большие заслуги в области искусства[9]
- Орден «За заслуги перед Отечеством» IV степени (28 октября 2002) — за большой вклад в развитие отечественного музыкального искусства[10]
- Государственная премия Российской Федерации в области литературы и искусства 2003 года (12 июня 2004) — за программу «Академия музыки „Новое передвижничество“»[11]
- Орден «За заслуги перед Отечеством» III степени (17 декабря 2007) — за большой вклад в развитие отечественной музыкальной культуры, многолетнюю плодотворную общественную и творческую деятельность[12]
- Почётный гражданин города Кирова (30 сентября 2009) — за большой личный вклад в повышение авторитета и известности города Кирова у российской и мировой музыкальной общественности, плодотворную деятельность по сохранению и развитию лучших традиций отечественного музыкального искусства, многолетнее активное участие в общественной и культурной жизни города Кирова[13]
- Премия Правительства Российской Федерации 2012 года в области культуры (22 декабря 2012) — за цикл концертов для фортепиано с оркестром — «Вариации», «Импровизации», «Конструкции»[14]
- Орден Почёта (12 апреля 2013) — за большие заслуги в развитии отечественной культуры и искусства, многолетнюю плодотворную деятельность[15].

## Творчество

### Критика
Стремление к образной конкретности, мелодическая изобразительность, артистизм  наиболее характерные черты таланта В.И. КазенинаР. Щедрин
Для музыки композитора характерно сочетание современного стиля с русским национальным колоритом, в ней ощутимы традиции И. Стравинского, С. Прокофьева. Особое место в творчестве В. И. Казенина занимает образ Родины. Его привлекают поэзия, картины и образы родного Урала (цикл романсов «Лирическая тетрадь» на стихи уральских поэтов, музыка к документальным и научно-популярным фильмам об Урале — «Уральские были», «Человек из легенды» и др.), суровая, но живописная природа Дальнего Востока и Сибири (песни «Енисей», «Залив Терпения», «Дорога на Тюмень» и др.). Неповторимым своеобразием северной природы и встречами с людьми этого края навеян цикл «Шаги по планете» на стихи Л. Смирнова…
…Композитора привлекает и такая типичная черта русского характера как склонность к юмору, которым полны страницы его произведений разных жанров: музыка к кинофильмам «Здравствуйте, я ваша тетя», к спектаклю «Мистерия буфф», песни «Балалайка», «Понедельник день тяжелый», песни из вокального цикла «Весёлые и грустные песни» на тексты Р. Бернса в переводе С. Маршака и др. В своих произведениях В. И. Казенин отражает очень широкий круг образов современников, значительные события в жизни страны (например, строительство нового Ташкента после землетрясения — оперетта «Рай в шалаше», тема освоения космоса — Третья соната для фортепиано «Памяти Юрия Гагарина» и т. д.).Международный Объединенный Биографический Центр

### Произведения для музыкального театра
Сказки:
1. 1962 — «Голый король»
2. 1983 — «Русские потешки»
3. 1985 — «Приключения Чипполино»

Оперетты:
1. 1973 — «Мы ищем таланты»
2. 1973 — «Человек с улицы»
3. 1985 — «Черноморская жемчужина»
4. 1985 — «Карнавал свободы»
5. 1986 — «Люблю ли тебя, я не знаю»
6. 1986 — «Ночь весеннего равноденствия»
7. 1989 — «Верю тебе» (по пьесе Иршина, стихи Ф. Лаубе)

Мюзиклы:
1. 1986 — «Забывчивый жених» (по пьесе К. Васильева по Ф. Достоевскому, премьера — в Омском музыкальном театре)
2. 1987 — «Карнавал свободы» (по пьесе Ф. Лаубе, премьера — в Томском театре музыкальной комедии)
3. 1991 — «Золотая леди» (по пьесе Г. Шимановского, премьера — в Магаданском музыкальном театре)

### Музыка к спектаклям
Свердловский ТЮЗ:
1. «Город на заре»
2. «Дубровский»
3. «Фабричная девчонка»
4. «Мистерия-буфф»

Театр кукол:
1. «Веселые музыканты»
2. «Снегуркина школа»
3. «Военная тайна»
4. «Бабушкины сказки»
5. «Ай, болит»

Московский театр кукол:
1. «Дорога верности»
2. «Женитьба Бальзаминова»

Московский драматический театр:
1. «Уходя, оглянись»

Рязанский драматический театр:
1. «Дуэль»
2. «Завтра в семь»

### Музыка к фильмам и мультфильмам
1. 1970 — Мартышка и смычки (м/ф)
2. 1972 — Незнайка за рулём (м/ф)
3. 1972 — Утёнок, который не умел играть в футбол (м/ф)
4. 1972 — Чиполлино (х/ф)
5. 1973 — Приключения Ивашки (м/ф)
6. 1973 — Про Витю, про Машу и морскую пехоту (х/ф)
7. 1974 — Бурёнушка (м/ф)
8. 1974 — Чудо с косичками (х/ф)
9. 1975 — Волшебный мешочек (х/ф)
10. 1975 — Медной горы хозяйка (м/ф)
11. 1975 — Здравствуйте, я ваша тётя! (х/ф) — песня «Любовь и бедность» на стихи Роберта Бёрнса
12. 1976 — Заяц, скрип и скрипка (м/ф)
13. 1976 — Малахитовая шкатулка (м/ф)
14. 1976 — Раздобыл заяц магнитофон (м/ф)
15. 1976 — Трудный день — понедельник (х/ф)
16. 1976 — Утренняя песенка (м/ф)
17. 1977 — Каменный цветок (м/ф)
18. 1978 — Беда (м/ф)
19. 1978 — Великая Отечественная (кинохроника Романа Кармена)
20. 1978 — Ветераны (х/ф)
21. 1978 — Как утёнок-музыкант стал футболистом (м/ф)
22. 1978 — Лесные сказки. Фильм первый (м/ф)
23. 1978 — Молодость, выпуск 1-й (киноальманах)
24. 1978 — Подарёнка (м/ф)
25. 1978 — Почтарская сказка (м/ф)
26. 1978 — Солнечный зайчик (м/ф)
27. 1979 — Золотой волос (м/ф)
28. 1980 — Ожидание (х/ф)
29. 1980[источник не указан 127 дней] — Солдат и сад (м/ф)
30. 1980 — Прыжок (м/ф)
31. 1980 — Сказка про Комара Комаровича (м/ф)
32. 1980 — Семь братьев (м/ф)
33. 1980 — Странный зверь (м/ф)
34. 1981 — Белая бабочка (м/ф)
35. 1981 — В тусклом царстве, в сером государстве (м/ф)
36. 1981 — Люди и металл Магнитки (док/ф)
37. 1981 — Лень (м/ф)
38. 1981 — Против течения (х/ф)
39. 1981 — Пустомеля (м/ф)
40. 1981 — Раз — горох, два — горох... (м/ф)
41. 1981 — Родник (х/ф)
42. 1982 — День рождения (м/ф)
43. 1982 — Росомаха и лисица (м/ф)
44. 1982 — Почему заяц прячется (м/ф)
45. 1982 — Сверчок (м/ф)
46. 1983 — Добрый лес (м/ф)
47. 1983 — Ловись, рыбка! (м/ф)
48. 1983 — Слонёнок и письмо (м/ф)
49. 1983 — Пугали зайцы зайчонка (м/ф)
50. 1984 — Лосёнок (м/ф)
51. 1984 — Мечта маленького ослика (м/ф)
52. 1984 — Хозяин ветров (м/ф)
53. 1984 — Я за тебя отвечаю (х/ф)
54. 1984 — Понарошку (м/ф)
55. 1985 — Дедушкина дудочка (м/ф)
56. 1985 — Петушишка (м/ф)
57. 1985 — Про зайку Ой и зайку Ай (м/ф)
58. 1986 — Аэропорт со служебного входа (х/ф)
59. 1986 — Бабушкин урок (м/ф)
60. 1986 — Снегурята (м/ф)
61. 1986 — Филя (м/ф)
62. 1987 — Лесные сказки. Фильм второй (м/ф)
63. 1987 — Кувшинка (м/ф)
64. 1987—1989 — Ромка, Фомка и Артос (м/ф)
65. 1989 — Чудеса в Гусляре (м/ф)
66. 1989 — Яблоня (м/ф)